# Virginia Vale
Virginia Vale (eigtl. Dorothy Howe; * 20. Mai 1920 in Dallas, Texas; † 14. September 2006 in Burbank, Kalifornien) war eine US-amerikanische Schauspielerin.
Vale arbeitete seit Mitte der 1930er Jahre in Hollywood, wo sie als Vertragsschauspielerin für die RKO und insbesondere als Partnerin in B-Western mit George O’Brien und in einer Kurzfilmreihe mit Ray Whitley bekannt wurde. In den ersten Jahren ihrer Filmkarriere trat sie auch gelegentlich unter ihrem Geburtsnamen Dorothy Howe als Schauspielerin in Erscheinung. Nach dem Zweiten Weltkrieg beendete sie ihre Karriere früh und arbeitete für mehr als 30 Jahre bei der Firma Lockheed; daneben war sie Eiskunstlauf-Jurorin.

## Filmografie
- 1937: Unter Mordverdacht (Night Club Scandal)
- 1937: Ein Mordsschwindel (True Confession)
- 1938: Der Freibeuter von Louisiana (The Buccaneer)
- 1938: The Big Broadcast of 1938
- 1938: Her Jungle Love
- 1938: Cocoanut Grove
- 1938: King of Alcatraz
- 1939: Disbarred
- 1939: Ambush
- 1939: Persons in Hiding
- 1939: Unmarried
- 1939: Three Sons
- 1939: The Marshal of Mesa City
- 1940: Legion of the Lawless
- 1940: Bullet Code
- 1940: You Can’t Fool Your Wife
- 1940: Prairie Law
- 1940: Corralling a Schoolmarm (Kurzfilm)
- 1940: Millionaires in Prison
- 1940: Stage to Chino
- 1940: Triple Justice
- 1941: The Fired Man (Kurzfilm)
- 1941: Prairie Spooners (Kurzfilm)
- 1941: Repent at Leisure
- 1941: Red Skins and Red Heads (Kurzfilm)
- 1941: South of Panama
- 1941: Robbers of the Range
- 1941: A Panic in the Parlor (Kurzfilm)
- 1941: The Musical Bandit (Kurzfilm)
- 1941: Unexpected Uncle
- 1941: The Gay Falcon
- 1941: California or Bust (Kurzfilm)
- 1941: Blonde Comet
- 1942: Keep Shooting (Kurzfilm)
- 1942: Broadway Big Shot
- 1942: Cactus Capers (Kurzfilm)
- 1942: Range Rhythm (Kurzfilm)
- 1945: Crime, Inc.